# Resolució 1315 del Consell de Seguretat de les Nacions Unides
La Resolució 1315 del Consell de Seguretat de les Nacions Unides fou adoptada per unanimitat el 14 d'agost de 2000. Després d'expressar la seva preocupació pels delictes greus comesos a Sierra Leone, el Consell va expressar la seva intenció d'establir el Tribunal Especial per a Sierra Leone per tractar les violacions dels drets humans, el dret internacional i els crims de guerra del país.

## Resolució

### Observacions
El Consell de Seguretat va elogiar els esforços del Govern de Sierra Leone i la Comunitat Econòmica dels Estats de l'Àfrica Occidental (ECOWAS) per portar la pau al país. L'ECOWAS havia acceptat enviar una investigació sobre la represa de les hostilitats i el govern estava en procés de crear un procés de veritat i reconciliació nacional. Les Nacions Unides van aprovar l'acord de pau de Lomé amb una disposició que excloïa als criminals de guerra d'una amnistia planificada. Mentrestant, es va destacar la importància del compliment del dret internacional i un sistema de justícia creïble. El govern de Sierra Leone desitjava establir un tribunal especial per aportar justícia i establir la pau. El Consell va declarar que la situació al país continuava constituint una amenaça per a la pau i la seguretat.

### Actes
La resolució va demanar al secretari general Kofi Annan que negociés un acord amb el govern de Sierra Leone per establir un tribunal especial independent. La jurisdicció del tribunal hauria d'incloure crims contra la humanitat, crims de guerra i altres violacions del dret internacional humanitari i la llei de Sierra Leone. Es va destacar la imparcialitat i la independència del procés.
Es va demanar al Secretari General que presentés un informe sobre l'aplicació de la resolució actual en un termini de 30 dies. En el seu informe havia d'abordar la seva jurisdicció temporal, el procés d'apel·lació, la viabilitat i l'opció de compartir una cambra d'apel·lació al Tribunal Penal Internacional per a l'antiga Iugoslàvia i el Tribunal Penal Internacional per a Ruanda. A més, també se li va demanar que formulés recomanacions sobre:
(a) acords addicionals necessaris;
(b) la participació necessària dels Estats membres, els països de l'ECOWAS i la Missió de les Nacions Unides a Sierra Leone per a un funcionament eficaç, independent i imparcial del tribunal;
(c) contribucions financeres necessàries;
(d) experiència i assessorament dels Tribunals Penals Internacionals per a l'antiga Iugoslàvia i Rwanda.